# Kostelní Myslová
Kostelní Myslová település Csehországban, a Jihlavai járásban. Kostelní Myslová Horní Myslová, Borovná, Zadní Vydří, Černíč, Mysletice és Telč településekkel határos. Lakosainak száma 78 fő (2024. január 1.).

## Népesség
A település lakosságának változását az alábbi diagram mutatja:
| Lakosok száma | 239  | 268  | 247  | 141  | 100  | 68   | 57   | 62   | 68   | 78   |
|               | 1869 | 1890 | 1921 | 1950 | 1980 | 2001 | 2017 | 2019 | 2022 | 2024 |